# Gmelinoides fasciatus
Gmelinoides fasciatus är en kräftdjursart som först beskrevs av Stebbing 1899.  Gmelinoides fasciatus ingår i släktet Gmelinoides, och familjen Gammaridae. Arten har ej påträffats i Sverige.